# Таллэкс (хоккейный клуб)
«Та́ллэкс» (эст. Talleks) — хоккейный клуб в Таллине, ЭССР, сформированный производственным объединением «Таллэкс». До образования ПО в 1975 году предприятие носило название Таллинский экскаваторный завод, и клуб назывался «Экскава́тор» (эст. Ekskavaator). С 1967 года стадионом клуба являлась ледовая арена при предприятии. Золотая медаль чемпионатов ЭССР в 1963, 1966, 1978 и 1981 годах. Вскоре после приватизации «Таллэкса» в 1992 году клуб прекратил существование.

## История
История клуба начиналась весной 1959 года, когда в Таллине проходил турнир в классе Б в рамках 13-го чемпионата СССР. На Таллинском экскаваторном заводе возникла идея о создании своего хоккейного клуба. Клуб, названный «Экскаватор», был создан в следующем году по инициативе Уно Вески (эст. Uno Veski), ставшего руководителем и тренером команды. Первыми игроками клуба стали работники завода.
Вскоре последовали достижения на республиканском уровне: в 1962 году команда стала серебряным призёром, а в 1963 году завоевала первую для себя золотую медаль в чемпионате республики. С тех пор команда постоянно занимала места в первой тройке республиканских чемпионатов. Следующая золотая медаль была завоёвана в 1966 году, затем — в 1978 и 1981 годах. Команда «Таллэкс» («Экскаватор») регулярно участвовала в турнирах второй и первой лиги чемпионатов СССР.
В летнее время команда испытывала нехватку в месте для тренировок, и предприятие пошло ей навстречу. По инициативе в директора завода Э. Инноса (занимавшего пост председателя хоккейной федерации Эстонии), коммерческого директора завода Кальо Лаури (эст. Kaljo Lauri, одновременно председатель президиума республиканской федерации фигурного катания) и Уно Вески на территории завода (со стороны Палдиского шоссе) был построен ледовый стадион с искусственным льдом, работавший семь месяцев в году. Открытие стадиона состоялось 17 ноября 1967 года. Стадион использовался как командой завода, так и другими хоккейными командами города. Кроме того, на стадионе проводились тренировки и соревнования по фигурному катанию, на нём также тренировались начинающие спортсмены и любители. Команда предприятия организовывала на стадионе именные турниры, в которых участвовали команды из разных городов и республик СССР: из Москвы, Ленинграда, Киева.

### Последние годы
Последним достижением команды стала серебряная медаль республиканского чемпионата в 1990 году. ПО «Таллэкс» прекратило своё существование вслед за приватизацией в 1992 году, а вместе с ним исчез и хоккейный клуб «Таллэкс». Ледовый стадион был сдан в аренду, а в начале 2000-х годов был закрыт и снесён. По состоянию на начало 2010-х годов на его месте располагается автомобильный центр.

## Достижения
- — золотая медаль чемпионата Эстонии (4 медали): 1963, 1966, 1978, 1981.
- — серебряная медаль чемпионата Эстонии (12 медалей): 1962, 1965, 1972—1973, 1975—1976, 1979, 1982—1985, 1990.
- — бронзовая медаль чемпионата Эстонии (7 медалей): 1964, 1969, 1971, 1974, 1980, 1986—1987[4].